# Bernardino Maffei
Bernardino Maffei (Bérgamo, 27 de enero de 1514 † Roma, 16 de julio de 1553) fue un arzobispo italiano. Fue arzobispo de Chieti y un reconocido humanista y experto en numismática, autor del Commentarium ad Ciceronis epistolas e del trattato De inscriptionibus et imaginibus veterum numismatum.

## Biografía
Segundo de ocho hijos de Giarolamo Maffei y Antonia Mattei, nacido en 1514 (en Bérgamo, o quizás a Roma) de una familia de la antigua nobleza que dio varios cardenales de la Iglesia Católica: fueron cardenales sus hermanos menores Bernardino, Marcantonio, y su sobrino Horacio. Fue tío del cardenal Marcello Lante della Rovere y Naro Gregori.
Estudió Derecho en la Universidad de Padua y se hizo canónigo del capítulo de la Basílica de San Pedro, en Roma. Fue elegido como secretario personal del cardenal Alejandro Farnesio el joven.
El 22 de abril de 1547 fue nombrado obispo de Massa Marittima por Pablo III, que también lo elevó a cardenal con el título de San Ciriaco elle Terme en el consistorio del 8 de abril de 1549: En esta dignidad participó en el cónclave de 1550, que acabó con la elección del Papa Julio III.
El 7 de junio de 1549 fue trasladado a la sede episcopal de Caserta y después a la metropolitana de Chieti, el 14 de julio de 1553 dejó el gobierno de la diócesis, y su hermano Marcoantonio fue enviado por el papa Julio III, como Cardenal legado al Ducado de Parma y Piacenza.
Murió poco después en Roma y fue enterrado en la tumba familiar, en la Basílica de Santa María sobre Minerva.